# Kamenice (Dobré)
Kamenice (německy Kamnitz) je vesnice, část obce Dobré v okrese Rychnov nad Kněžnou. Nachází se asi 1,5 km na severozápad od Dobrého. V roce 2009 zde bylo evidováno 62 adres. V roce 2001 zde trvale žilo 118 obyvatel.
Kamenice leží v katastrálním území Kamenice u Dobrého o rozloze 3,06 km2.

## Historie
První písemná zmínka o obci pochází z roku 1455.

## Další fotografie

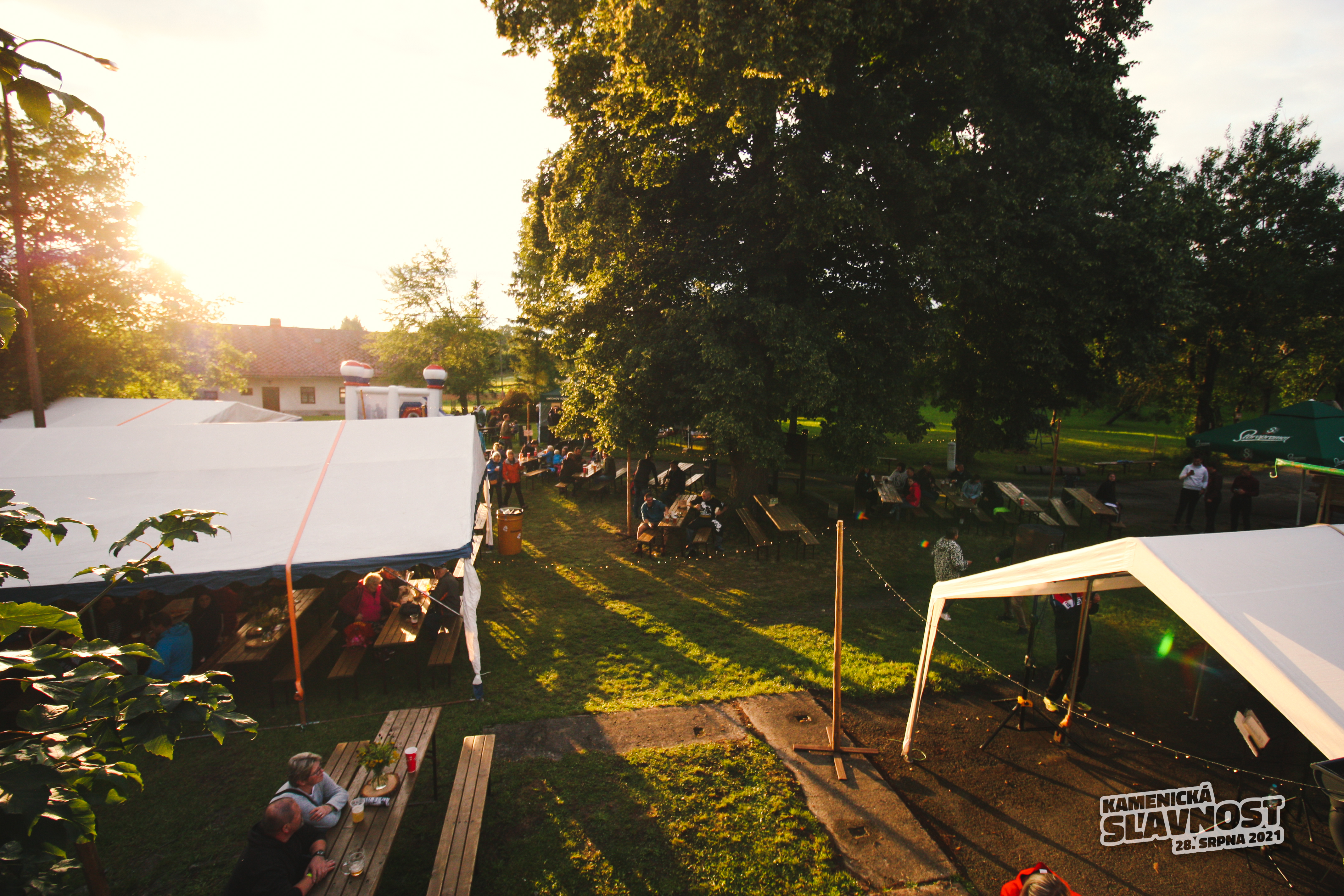
Náves - Kamenická slavnost
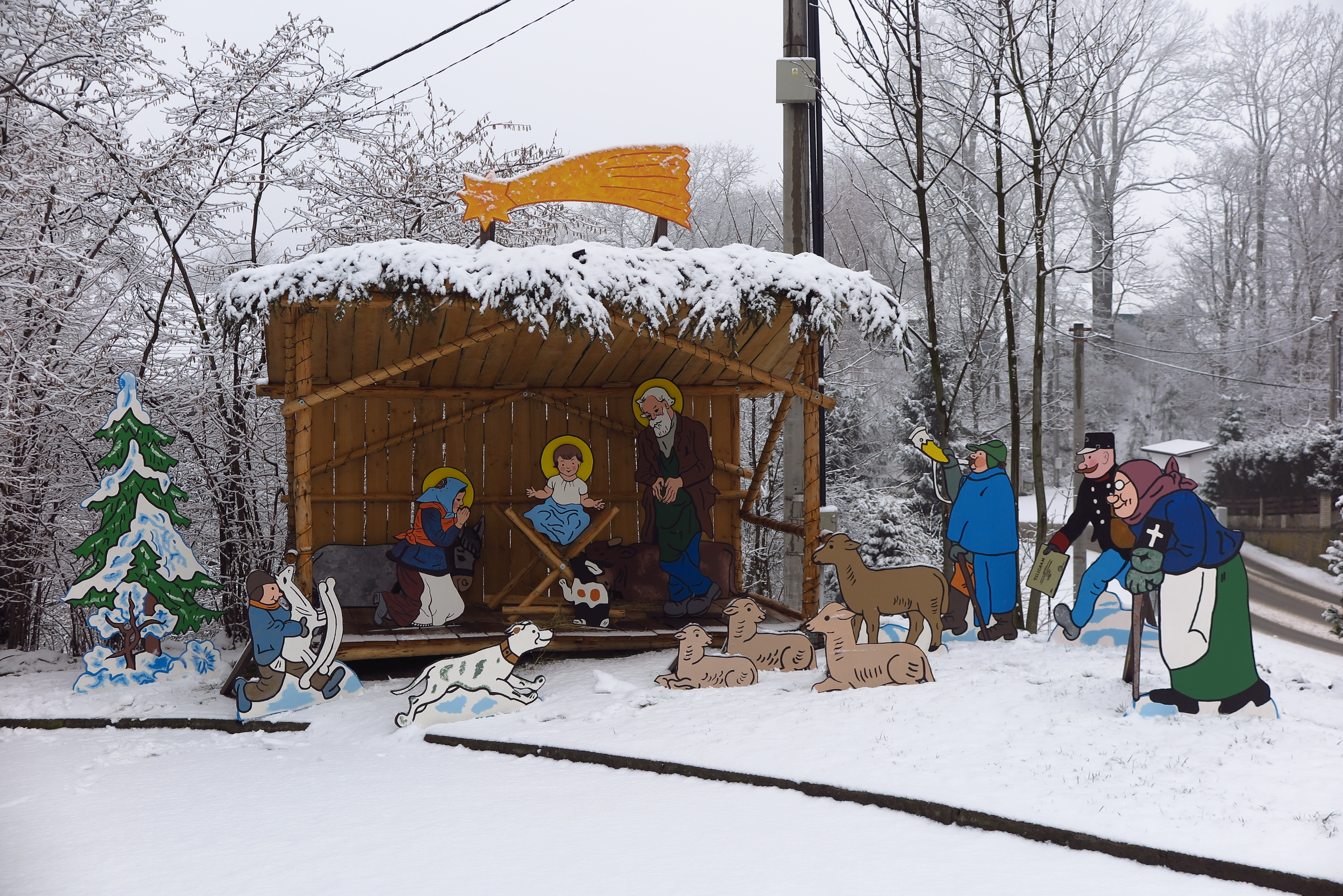
Kamenice - betlém od Josefa Lady
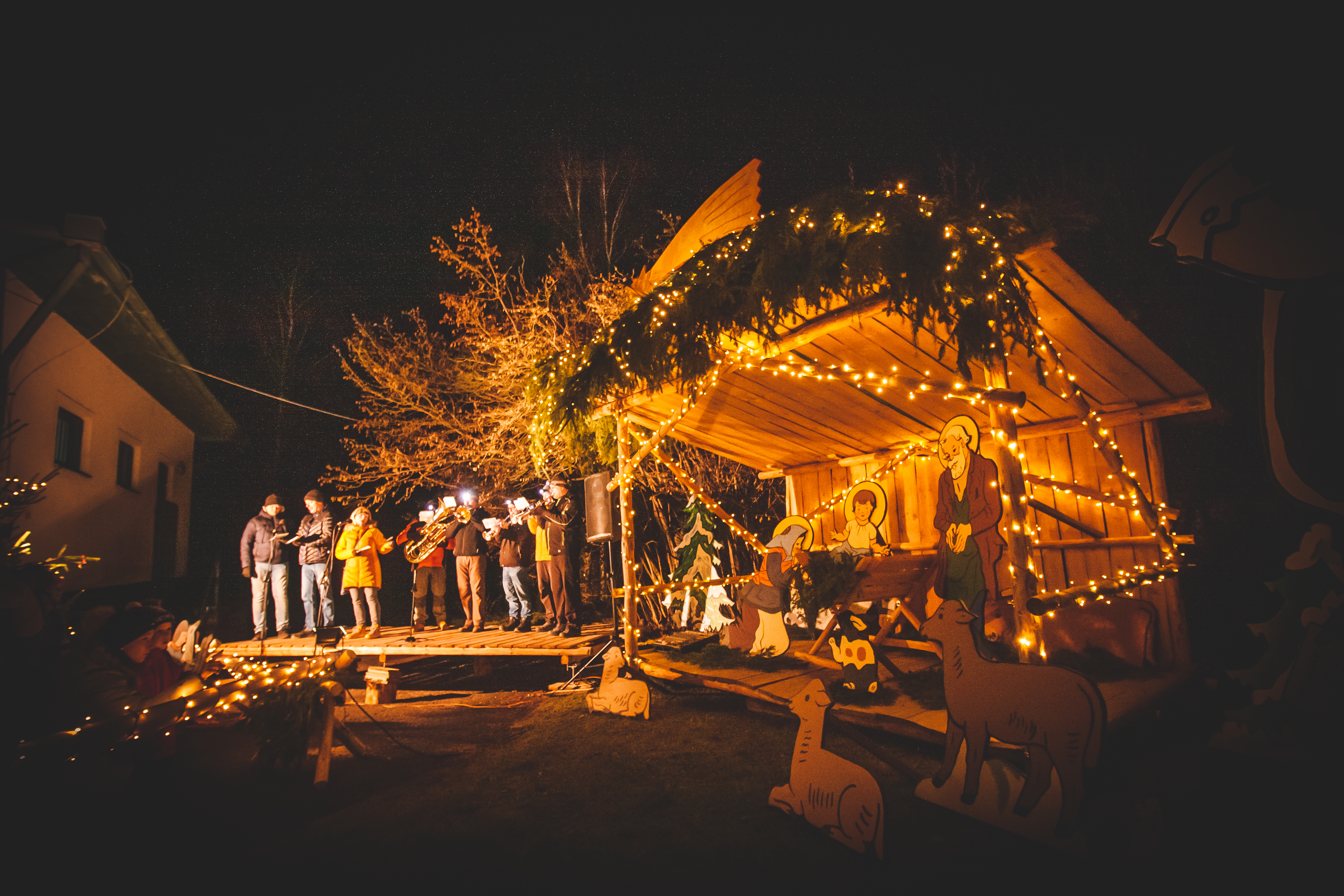
Kamenice - betlém od Josefa Lady v noci
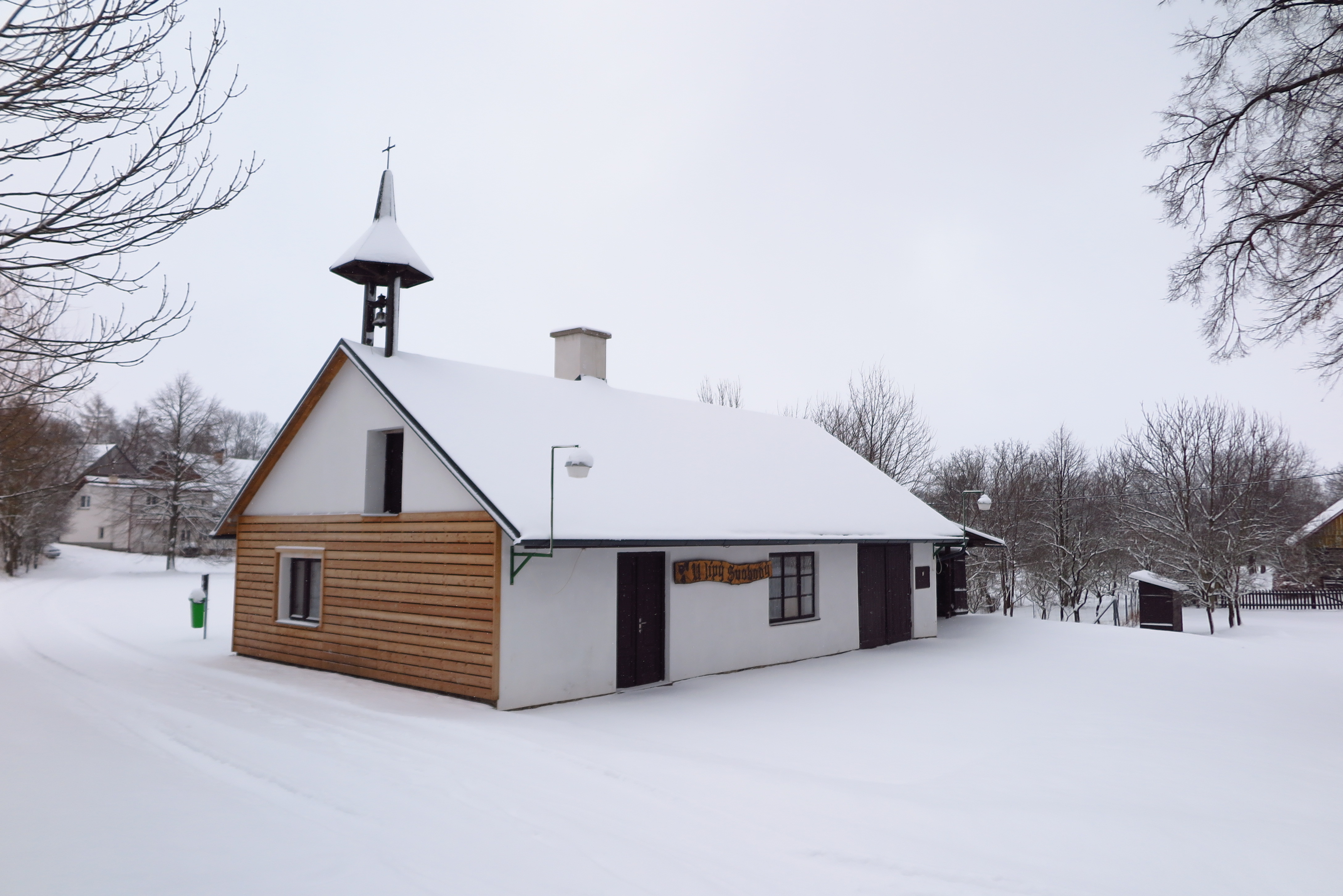
Kamenice - místní kulturní dům